# Ковтун, Георгий Анатольевич
Гео́ргий Анато́льевич Ко́втун (род. 19 февраля 1950, Одесса) — украинский артист балета, балетмейстер, хореограф. Заслуженный деятель искусств РСФСР (1988), Народный артист Республики Татарстан (2010).

## Биография
Родился 19 февраля 1950 года в Одессе.
С 1958 работал цирковым акробатом. Окончил Одесскую хореографическую школу, Воронежское хореографическое училище. В 1985 окончил Ленинградскую консерваторию как хореограф-постановщик; ученик Н. Н. Боярчикова.
В 1981—1989 — художественный руководитель и главный балетмейстер государственного чукотско-эскимосского ансамбля песни и танца «Эргырон».
Возглавлял труппы:
- Одесского театра хореографических миниатюр
- Бурятского театра оперы и балета
- Московского еврейского театра (1986—1987, главный режиссёр)
- Киевского театра оперы и балета для детей и юношества (1987—1994, главный балетмейстер; поставил более 30 балетов)
- Омского музыкального театра (1996—1998, главный балетмейстер).

С 1994 работал балетмейстером Санкт-Петербургского Государственного Академического театра оперы и балета им. Мусоргского.
С 2000 преподаёт в Санкт-Петербургской консерватории «Искусство хореографа».
Работает как хореограф в фигурном катании с учениками А. Н. Мишина.

### Семья
Мать — умерла в 2014 году.
Жена и младшая дочь живут в Америке. Старшая дочь с семьёй живёт в Киеве.

## Постановки
Хореограф, постановщик, режиссёр более 300 оперных и балетных спектаклей, хореографических миниатюр, мюзиклов, оперетт.

### Государственный чукотско-эскимосский ансамбль песни и танца «Эргырон»
- «Мячи и ярары», концертный номер (1982) — хореограф[3]
- «Сказка о Добре и Зле», балет (премьера 29 ноября 1983) — либретто; балетмейстер-постановщик[4]
- «Легенда о вороне», балет (премьера 29 ноября 1983)[5]

### Михайловский театр (Санкт-Петербургский академический театр оперы и балета им. М. П. Мусоргского)
- «Петербургские сновидения», балет Н. А. Мартынова
- «Корабль дураков» Т. Твининг
- «Демон» А. Костин
- «Половецкие пляски», балетный фрагмент в опере «Князь Игорь» А. П. Бородина
- «Концерт для старости» на музыку Ж. Бизе
- Верди
- Бетховен
- «Вальпургиева ночь», балетный фрагмент в опере «Фауст» Ш. Гуно
- «Спартак», балет А. Хачатуряна — либретто, балетмейстер-постановщик (премьера 29 апреля 2008)[6]

### Казанский театр оперы и балета им. Джалиля[7]
- «Спартак», балет А. Хачатуряна — либретто, балетмейстер-постановщик (премьера 2 октября 2008)
- «Пер Гюнт», балет на музыку Э. Грига — либретто, балетмейстер-постановщик[8]
- «Сказание о Йусуфе», балет Л. Любовского — балетмейстер-постановщик (премьера в мае 2010) (спектакль был отмечен Государственной премией России)[9]
- Автор хореографических фрагментов в спектаклях «Аида» (постановка А.Степанюка 2000 года), «Летучий голландец», «Крик кукушки»
- «Кармен», опера Ж. Бизе — режиссёр (премьера 30 января 2011)[10]
- «Золотая Орда», балет Р. Ахияровой (премьера 22 сентября 2013)[11]

### Одесский театр оперы и балета
- «Вий», опера-балет, 2014 (композитор В. Губаренко)
- «Кармен», опера, 2015 (композитор Ж. Бизе)

### Одесский театр музыкальной комедии
- «Силиконовая дура. NET»[1] (22—23 ноября 2009), мюзикл, композитор А. Пантыкин
- " Ромео и Джульетта " (2002 год) , Рок-опера, композитор Лапейко Е. А.
- «Кентервильское приведение», мюзикл

### Одесский русский драматический театр
- Труффальдино, или слуга двух господ, музыкальная комедия, 2014
- «Love story», драма, 2013
- «Степан Разин», музыкальная драма, 2006, композитор Лапейко Е. А.

- «Вий» (2005 год), мюзикл, композитор Лапейко Е. А.
- «Пеппи», мюзикл, 2004, композитор Лапейко Е. А.

### Азербайджанский театр оперы и балета
- «Ромео и Джульетта», исп. Медина Алиева, Элтон Бирко, падре Лоренцо - Заур Фатуллаев
- «Арлекинада», исп. Евгения Костылева, Заур Фатуллаев (1997 год)
- «Дон Кихот», Кара Караев, исп. Римма Искендерова, Гюльагаси Мирзоев (2000 год)

## Награды и признание
- Заслуженный деятель искусств РСФСР (1988)
- Народный артист Республики Татарстан (2010).
- Государственная премия Республики Татарстан имени Габдуллы Тукая (2015)[12].